# 西遊旅行
株式会社西遊旅行（さいゆうりょこう）は日本の旅行会社。観光庁長官登録旅行業第607号。 本社は東京都千代田区。

## 企業概要
1973年、インドやネパールなどのヒマラヤを中心とした山岳旅行、そしてアフガニスタンやイラン、トルコに代表されるシルクロード方面への旅行を企画、 販売することを目的に設立された旅行会社である。現在は、秘境旅行、トレッキング、海外登山などの海外旅行を中心に、数多くのパッケージツアーや個人旅行、格安航空券の販売を手掛ける。

## 催行ツアー
起業当初から、ヒマラヤ中心（ネパール、ラダック、ブータン）とした山岳ツアーや、シルクロード（中国、トルコ、イランなど）を中心としたツアーを行う。現在はそれ以外に、アジア、中近東、中南米のツアーも行う。また、国内旅行では、長野県の山岳地帯や北海道のトレッキングツアーも催行する。

## 営業所
- 本社営業所　東京都千代田区神田神保町2-2　共同ビル神保町3階
- 大阪営業所（大阪支社）　大阪府大阪市北区北区太融寺町 5-15 梅田イーストビル4階